# Patellina diaphana
Patellina diaphana är en svampart som beskrevs av Bayl. Ell. & O.P. Stansf. 1923. Patellina diaphana ingår i släktet Patellina, divisionen sporsäcksvampar och riket svampar.   Inga underarter finns listade i Catalogue of Life.